# Linden, New South Wales
Linden är en del av en befolkad plats i Australien. Den ligger i kommunen Blue Mountains Municipality och delstaten New South Wales, i den sydöstra delen av landet, omkring 68 kilometer väster om delstatshuvudstaden Sydney.
Närmaste större samhälle är Glenmore Park, omkring 18 kilometer sydost om Linden. 
I omgivningarna runt Linden växer i huvudsak städsegrön lövskog. Runt Linden är det ganska tätbefolkat, med 56 invånare per kvadratkilometer. Genomsnittlig årsnederbörd är 1 267 millimeter. Den regnigaste månaden är februari, med i genomsnitt 216 mm nederbörd, och den torraste är juli, med 25 mm nederbörd.